# Dancing with Myself
«Dancing with Myself» (с англ. — «Танцую сам с собой») — песня группы Generation X, выпущенная в 1980 году. Годом позже композиция была пересведена и издана вокалистом группы Билли Айдолом, начавшим сольную карьеру.
Авторами песни стали участники группы Generation X Билли Айдол и Тони Джеймс. В ней пелось о молодом рок-музыканте, который не может найти себе партнёра по танцу и вынужден танцевать сам с собой. Быстрая композиция выделялась своей энергетикой, а её аранжировка в дальнейшем стала примером характерного стиля Билли Айдола, сочетая отрывистую партию бас-гитары и мощные гитарные риффы.
Generation X издали «Dancing with Myself» в виде сингла летом 1980 года. Позже песня вошла в их альбом 1981 года Kiss Me Deadly. После распада группы Билли Айдол выпустил в США новую версию композиции в качестве сольного сингла. Песня не пользовалась большой популярностью в США сразу после выхода, но позднее вошла в состав дебютного альбома исполнителя Don’t Stop и в конце концов стала одной из любимых песен поклонников Айдола.
Видеоклип на песню был снят режиссёром Тоубом Хупером, известным по триллеру «Техасская резня бензопилой». По сюжету Билли Айдол поёт в зловещем многоэтажном доме, где его атакует стая зомби, с которыми музыкант расправляется с помощью электрического тока. Этот видеоклип, снятый в шутливой манере, часто транслировался по MTV.

## Позиции в хит-парадах
Версия Generation X
Еженедельные чарты:
| Год  | Чарт                             | Высшая позиция | Пребывание |
| ---- | -------------------------------- | -------------- | ---------- |
| 1980 | Великобритания (UK Albums Chart) | 60             | 6 недель   |

Версия Билли Айдола
Еженедельные чарты:
| Год  | Чарт                               | Высшая позиция | Пребывание |
| ---- | ---------------------------------- | -------------- | ---------- |
| 1983 | Канада (RPM Singles Chart)         | 39             | 8 недель   |
| 1983 | Новая Зеландия (Recorded Music NZ) | 9              | 15 недель  |